# ライアン・ショットン
ライアン・ショットン（Ryan Shotton 、1988年10月30日 - ）は、イングランド・ストーク＝オン＝トレント出身のプロサッカー選手。ポジションはディフェンダー（DF）。

## 経歴

### ストーク
ストーク＝オン＝トレントのフェントン地区で生まれ、地元クラブのストーク・シティFCのアカデミーでプレーを始めた。2007年、クラブと最初のプロ契約を結んだ。その後はノンリーグのクラブにレンタルされ経験を積み、レンタルバック後の2008年8月26日、フットボールリーグカップのチェルトナム・タウンFC戦でトップチームデビューを果たした。

### ダービー
2014年8月25日、買い取りオプション付きのレンタルでダービー・カウンティFCに加入。2015年1月15日、完全移籍に移行し2年半契約を結んだ。

### バーミンガム・シティ
2016年1月28日、ダービーと同じチャンピオンシップのバーミンガム・シティFCにシーズン終了までのレンタルで加入。2016年6月30日、バーミンガム・シティに完全移籍し3年契約を結んだ。移籍金は30万ポンド。

### ミドルズブラ
2017年8月30日、チャンピオンシップに降格したミドルズブラFCに移籍、3年契約にサインした。移籍金は推定300万ポンド。

### リーク・タウン
2020年10月31日、リーク・タウンFCに移籍。

### メルボルン・ビクトリー
2020年12月18日、メルボルン・ビクトリーFCに移籍。

## エピソード
ロングスローの名手として知られており、その腕前はストーク時代の同僚でもあるロリー・デラップと比較される。本職は右サイドバックながら、所属するチームの事情によってセンターフォワードや右ウイングでプレーしたこともある。

## 所属クラブ
ユース
- ストーク・シティFC 2005-2007

プロ
- ストーク・シティFC 2007-2015

→ アルトリンチャムFC 2007-2008 (loan)
→ トレンメア・ローヴァーズFC 2008-2009 (loan)
→ バーンズリーFC 2009-2010 (loan)
→ ウィガン・アスレティックFC 2013 (loan)
→ ダービー・カウンティFC 2014 (loan)
- ダービー・カウンティFC 2015-2016

→ バーミンガム・シティFC 2016 (loan)
- バーミンガム・シティFC 2016-2017
- ミドルズブラFC 2017-2020
- リーク・タウンFC 2020
- メルボルン・ビクトリーFC 2020-